# Maria Szlezygier

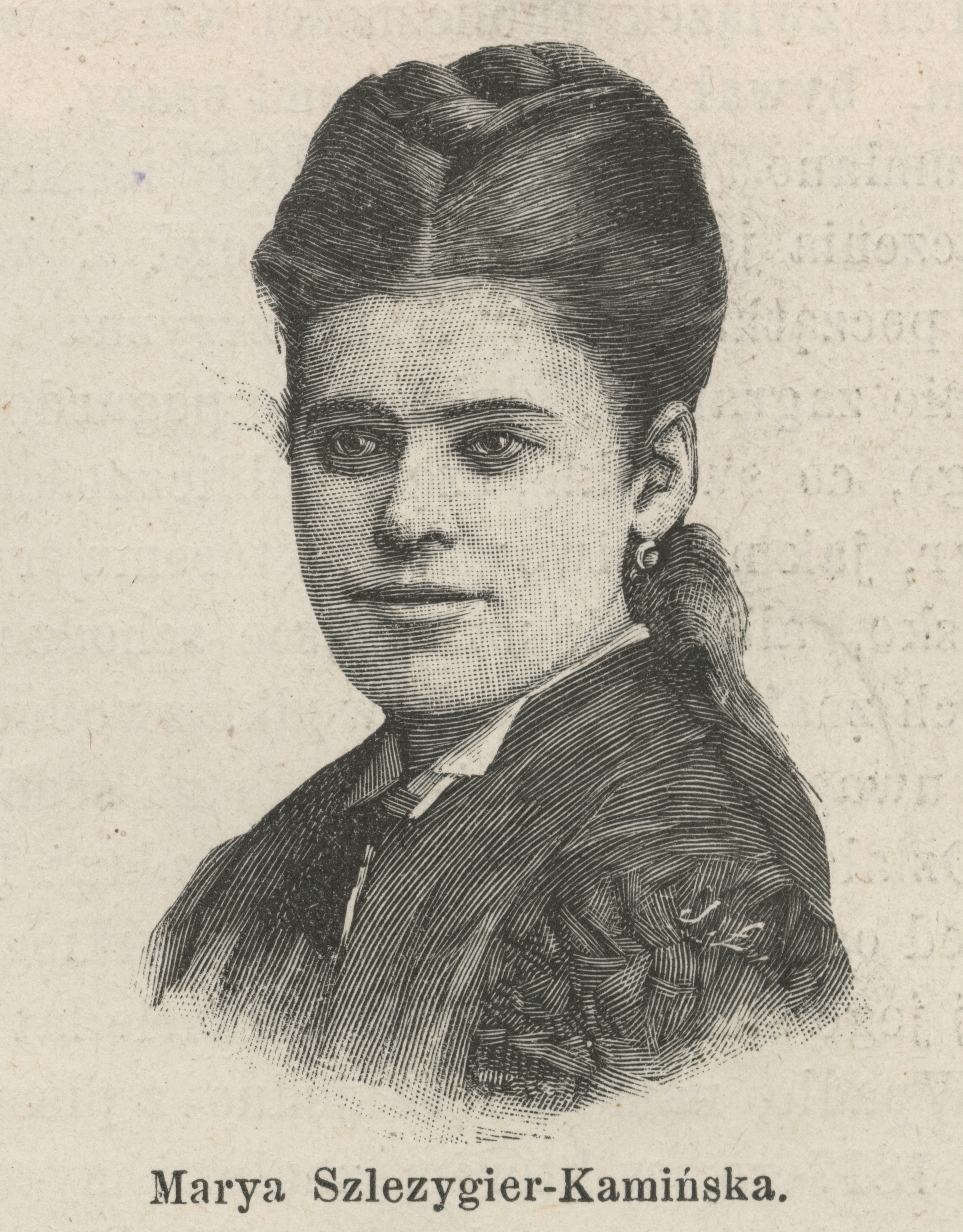

Maria Szlezygier-Kamińska (ur. 5 lipca 1852 w Łęczycy, zm. po 1880) – śpiewaczka (kontralt). Debiutowała w 1871 w zespole Pawła Ratajewicza w Lublinie. Od 1872 śpiewała w zespole opery Warszawskich Teatrów Rządowych. W późniejszych latach pracowała jako nauczycielka śpiewu.